# Verneuil-sur-Seine
Verneuil-sur-Seine là một xã thuộc tỉnh Yvelines, trong vùng Île-de-France, Pháp, située à 15 km environ về phía tây bắc de Saint-Germain-en-Laye. 
Xã Verneuil-sur-Seine nằm ở phía bắc Yvelines bên bờ sông Seine, trong khu vực đồng bằng phù sa. Các xã giáp ranh gồm: Mureaux về phía tây, Chapet về phía tây nam, Vernouillet về phía đông nam. Về phía đông bắc, qua sông Seine là Vaux-sur-Seine và Triel-sur-Seine.

## Thông tin nhân khẩu
| 1793 | 1800 | 1806 | 1821 | 1831 | 1836 | 1841 | 1846 | 1851 |
| ---- | ---- | ---- | ---- | ---- | ---- | ---- | ---- | ---- |
| 617  | 611  | 650  | 583  | 577  | 545  | 528  | 571  | 583  |

| 1856 | 1861 | 1866 | 1872 | 1876 | 1881 | 1886 | 1891 | 1896 |
| ---- | ---- | ---- | ---- | ---- | ---- | ---- | ---- | ---- |
| 596  | 631  | 626  | 600  | 612  | 619  | 658  | 684  | 661  |

| 1901 | 1906 | 1911 | 1921 | 1926 | 1931  | 1936  | 1946  | 1954  |
| ---- | ---- | ---- | ---- | ---- | ----- | ----- | ----- | ----- |
| 646  | 695  | 714  | 776  | 890  | 1 341 | 1 563 | 1 620 | 2 118 |

| 1962                                         | 1968  | 1975  | 1982   | 1990   | 1999   | - | - | - |
| -------------------------------------------- | ----- | ----- | ------ | ------ | ------ | - | - | - |
| 4 573                                        | 7 405 | 9 988 | 11 303 | 12 499 | 14 538 | - | - | - |
| Số liệu kể từ 1962 : dân số không tính trùng |       |       |        |        |        |   |   |   |

## Hành chính
| Danh sách các thị trưởng |           |                        |      |         |
| Giai đoạn                | Giai đoạn | Tên                    | Đảng | Tư cách |
| 2001                     | 2014      | Philippe Tautou        | UMP  |         |
| 1989                     | 2001      | Jacques Massacré       | RPR  |         |
| 1983                     | 1989      | Jean-Dominique Poisson |      |         |
| 1977                     | 1983      | Jean-Pierre Cœuillet   |      |         |
| 1971                     | 1977      | Léon Robert            |      |         |
| 1967                     | 1971      | Alexandre Pauwels      |      |         |
| 1944                     | 1967      | François Pons          |      |         |
| Bản mẫu:Boîte déroulante |           |                        |      |         |